# SOL26
Xperia Z3 SOL26（エクスペリア ゼットスリー エスオーエル ニーロク）は、ソニーモバイルコミュニケーションズジャパンによって日本国内向けに開発された、auブランドを展開するKDDIおよび沖縄セルラー電話の第3.5世代移動通信システム（au 3G）、および第3.9世代移動通信システム（au 4G LTE）、第4世代移動通信システム（au 4G LTE CA/WiMAX2+）対応スマートフォンである。

## 概要
SOL23の事実上の後継機種で、au向けのXperia Z UltraとXperia ZL2を含めると、Sony Xperia Z シリーズとしては4代目となる。
OSはAndroid 4.4を搭載している。グローバルモデルやドコモ版に関してはAndroid 6.0までアップデート可能。本機種は2015年11月24日にAndroid 5.0へのOSアップデートがされた。
ちなみに、本機種よりau向けのXperiaシリーズのau ICカードのサイズが、従来の「au Micro IC Card (LTE)」から「au Nano IC Card (LTE)」に変更されている。またNTTドコモから発売されている兄妹機種のSO-01Gやauの中でも同じ時期（2014年冬モデル）に発売されたisai VL LGV31・URBANO V01には対応しているVoLTEに本機種は対応していない。
キャッチコピーは「あらゆる瞬間を、美しく。」。

## その他機能
※PC向けWebブラウザが標準装備されている。携帯向けサイト(EZWeb)は他のスマートフォンやPCと同じく閲覧不可。
| 主な機能・対応サービス                                                  | 主な機能・対応サービス                                                        | 主な機能・対応サービス                  | 主な機能・対応サービス         |
| ----------------------------------------------------------------------- | ----------------------------------------------------------------------------- | --------------------------------------- | ------------------------------ |
| auウィジェット Webブラウザ                                              | LISMO! for Android LISMO WAVE ハイレゾ音源再生プレイヤー （最大192kHz/24bit） | おサイフケータイ NFC おくだけ充電（Qi） | ワンセグ フルセグ DLNA/DTCP-IP |
| au one メール PCメール Gmail EZwebメール                                | デコレーションメール デコレーションアニメ                                     | Friends Note                            | PCドキュメント                 |
| au Smart Sports Run & Walk Karada Manager ゴルフ(web版) Fitness、歩数計 | GPS 方位計                                                                    | au oneナビウォーク au one助手席ナビ     | au one ニュースEX au one GREE  |
| かんたんメニュー じぶん銀行                                             | 緊急速報メール                                                                | Bluetooth                               | 無線LAN機能 (Wi-Fi)            |
| 赤外線通信                                                              | WIN HIGH SPEED au 4G LTE WiMAX2+                                              | グローバルパスポート                    | auフェムトセル                 |
| microSD microSDHC microSDXC                                             | モーションセンサー(6軸)                                                       | 防水 防塵                               | 簡易留守録 着信拒否設定        |

- 安心セキュリティパックはフル対応
- PlayStation Certifiedに対応（DUALSHOCK 3・PS4リモートプレイ対応）

## 沿革
- 2014年9月3日（現地時間） - ドイツ・ベルリンの家電展示会「IFA 2014」にてソニー及びソニーモバイルコミュニケーションズよりグローバルモデル発表。この時点で日本国内での販売も予告されていた[7]。
- 2014年9月26日 - KDDI、およびソニーモバイルコミュニケーションズジャパンより公式発表。
- 2014年10月20日 - KDDIより同年10月24日発売と発表。
- 2014年10月21日 - KDDIより発売日を1日前倒しして同年10月23日発売と発表[8]。
- 2014年10月23日 - 発売開始[9]。

## アップデート
2015年3月3日のアップデート
ビルド番号：23.0.C.0.350
- 画面表示が乱れる（砂嵐状態）事象の改善。

2015年11月24日のアップデート
ビルド番号：23.1.G.2.155
- Android™ 5.0による機能・操作性の向上。
- クイック設定のユーザーインタフェース（UI）と表示方法の変更。
- 電話・電話帳アプリのUIの変更。
- 日付と時刻、アラーム設定のUIの変更。
- カメラ機能において「ARファン」「サウンドフォト」「マルチカメラ」に対応。
- 優先通知機能の追加。
- 設定メニュー内の項目を検索可能に。
- 「スポットリスト」アプリへの対応。